# Phaea phthisica
Phaea phthisica är en skalbaggsart som beskrevs av Bates 1881. Phaea phthisica ingår i släktet Phaea och familjen långhorningar.
Artens utbredningsområde är:
- Costa Rica.
- El Salvador.
- Guatemala.
- Honduras.
- Panama.

Inga underarter finns listade i Catalogue of Life.